# Leo Moonen
Jan Leonard (Leo) Moonen (Heerlen, 31 augustus 1895 – Bergen-Belsen, 2 april 1945) was een rooms-katholieke priester. Hij gaf als secretaris van het bisdom Roermond leiding aan het verzet in de provincie Limburg.

## Levensloop

### Jonge jaren
Moonen was de zoon van een bakker. Hij werd in 1923 tot priester gewijd in Roermond. Hij studeerde van 1923 tot 1927 theologie aan de Rooms Katholieke Universiteit te Nijmegen. Op het moment dat de Tweede Wereldoorlog uitbrak was Moonen al een aantal jaar werkzaam als secretaris van het bisdom Roermond.

### Tweede Wereldoorlog

#### Verzet Rooms-Katholieke-kerk
De bisschop van Roermond Guillaume Lemmens was een verklaard tegenstander van het nationaalsocialisme en van iedere vorm van samenwerking met de Duitse bezetter. Samen met aartsbisschop Johannes de Jong en de bisschop van Haarlem, Johannes Huibers, stelde hij verschillende herderlijke brieven op waarin beleid en maatregelen van de Duitsers werden veroordeeld en waarin de gelovigen werden opgeroepen aan dergelijke maatregelen geen medewerking te verlenen.
Met deze principiële houding stimuleerde hij vele lagere geestelijken in zijn bisdom ook actief verzet te plegen en mensen die onder de bezetting te lijden hadden te helpen. Het contact met degenen die advies en steun nodig hadden bij hun verzetsactiviteiten liet hij over aan zijn secretaris Moonen. Deze liet er geen twijfel over bestaan dat hulp aan joden, onderduikers en vervolgden een gebod was van het geweten.

#### Adviseur van het verzet
Veel rooms-katholieke geestelijken en leken wendden zich tot Moonen om advies hoe zich te verzetten tegen Duitse bezetter en de risico's die het werk in de illegaliteit met zich mee bracht. Historicus Fred Cammaert stelde dat Moonens rol waarschijnlijk het beste kan worden omschreven met "adviseur en leidsman van een groot deel van de georganiseerde illegaliteit".
Moonen werd ook geraadpleegd bij het mogelijk liquideren van voor het verzet gevaarlijke mensen. Hij kon daar sympathie voor op brengen en keurde dit in het uiterste geval goed. Zo stemde hij in maart 1944 in met de executie van een Fransman en een Pool die in dienst waren van de Abwehr, maar zich hadden voorgedaan als gevluchte krijgsgevangenen om zo de vluchtlijnen te penetreren. Hij verschilde op dit onderwerp van mening met Frans Joseph Féron, de president van het grootseminarie Rolduc, met wie hij veel samenwerkte. Toch heeft hij vele liquidaties verhinderd, alleen al omdat bij daaropvolgende represailles slachtoffers konden vallen. Hij heeft bijvoorbeeld steeds weer voorkomen, dat de beruchte Roermondse Landwachter Gerrit Holla werd geliquideerd. Op 10 augustus '44 werd oom Leo door toedoen van deze zelfde Holla gearresteerd. Holla, zowel lid van de NSB als van de Germaanse SS, heeft minstens 60 arrestaties verricht, waarvan bijna een derde de oorlog niet heeft overleefd.
Moonen en de overige Roermondse LO-districtsraad vonden een eigen knokploeg niet wenselijk. Men had zelf al genoeg te doen en wilde niet bij de onderduikers rekruteren, omdat ze die te jong vonden. (Elders woog dit argument veel minder zwaar). Bovendien kon men steeds een beroep doen op specialisten binnen de LO en de bestaande knokploegen, zoals de Knokploeg Zuid-Limburg en er bestond minder noodzaak tot gewelddadig optreden dan elders door de goede contacten met gemeenteambtenaren.  Zo bestond de Roermondse KP maar uit drie man, die maar weinig in actie kwamen (o.a. bij de overval op het gemeentehuis van Haelen in februari 1944).

#### Limburgse en Landelijke Organisatie voor Hulp aan Onderduikers
In Venlo werd op initiatief van enkele geestelijken het eerste district van de Limburgse Onderduikorganisatie geboren, geïnspireerd door bisdomssecretaris Moonen. In Roermond gebeurde kort daarop hetzelfde, zodat Moonen in juni 1943 het initiatief nam, beide groepen bij elkaar te brengen. Einde 1943 werd deze organisatie deel van de Landelijke Organisatie voor Hulp aan Onderduikers (LO) In datzelfde jaar besloten Moonen en bisschop Lemmens dat geld van de kerk dat bestemd was voor "sociale voorzieningen" door zou vloeien naar het Fonds voor Bijzondere Nooden. Dit was een fonds dat bestemd was om mensen die door hun verzetswerk in de financiële problemen waren geraakt te ondersteunen. Door de groeiende verzetsbeweging was er na verloop van tijd meer geld nodig, vandaar dat de kerk bijsprong.
In juni 1944 was na verraad een groot deel van de provinciale LO-top tijdens een vergadering in Weert aangehouden, waaronder de oprichters van de provinciale LO, Jan Hendrikx en kapelaan Jac Naus uit Venlo aangehouden. De verhoren werden verricht door de SD'er Richard Nitsch die, zoals gebruikelijk, bijzonder gewelddadig te werk ging. Daardoor had de SD een goed beeld van Moonens verzetsactiviteiten gekregen. Bij Naus had Nitsch bovendien een notitie aangetroffen dat Moonen en hij elkaar ontmoet hadden op het station van Sittard. Zij wisten dat er bij Moonen thuis vergaderingen werden gehouden en dat hij veel bezoek kreeg van ondergedoken geestelijken, onderwijzers en anderen.

#### Arrestatie en overlijden
Moonen was al van verschillende kanten gewaarschuwd dat de Duitsers hem in de gaten hielden, maar weigerde onder te duiken. Het Limburgse hoofd van de SD Max Strobel gaf Hans Conrad op 10 augustus 1944 opdracht Moonen te arresteren. Conrad werd daarbij vergezeld door politiecommissaris Toon Roselle en NSB-informant Holla. In de verhoren bevestigde Moonen alle aantijgingen tegen hem en verklaarde dat hij als secretaris van de bisschop de plicht had zo te handelen. Op 28 augustus 1944 werd hij overgebracht naar Kamp Vught.
Begin september 1944 werd Kamp Vught ontruimd. Een deel van de gevangenen werd geëxecuteerd, terwijl de rest op transport werd gezet naar concentratiekampen in Duitsland. Moonen vertrok op 6 september 1944 naar Sachsenhausen. Op 6 februari 1945 arriveerde hij in Bergen-Belsen, waar hij op 2 april 1945 aan tyfus overleed.

## Erkenning

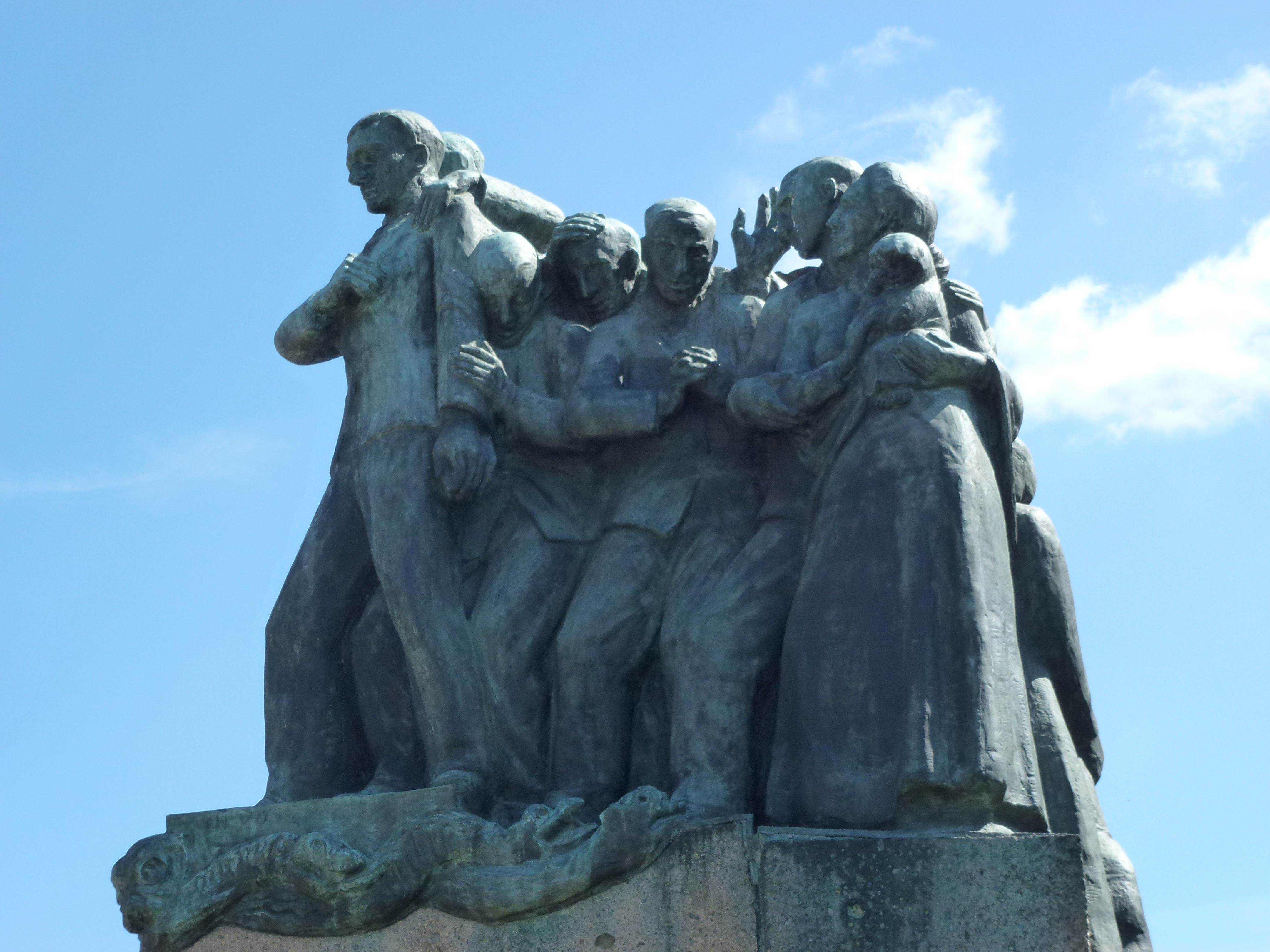
Limburgs verzetsmonument in Roermond

Moonen werd postuum door de Nederlandse regering onderscheiden met het Verzetskruis. In Maastricht en Heerlen is er een Leo Moonenstraat. Op het Limburgs verzetsmonument in Roermond is een groep mensen te zien met Leo Moonen als hun aanvoerder.
H.J. van Aalderen
· P. van As
· M. Assies
· J.J. Barendsen
· J.A. Beekman
· H.D.J. Beernink
· L.R. Beijnen
· C.J. van den Berg-van der Vlis
· L.A. Bleys
· G. de Boer
· A.A. Bontekoe
· E.J. Bosch ridder van Rosenthal
· D.A. van den Bosch
· I.J. van den Bosch
· J.H. Bosch
· J.C.J. baron Brantsen
· A.L. Charroin
· F.G.M. Conijn
· M. Crans
· R.J. Dam
· F. Datema
· K.H. Derkzen van Angeren
· H. Dienske
· J.L.G. Doornik
· V. Dreyfus
· N. Dupont
· F. Duwaer
· S. Esmeijer
· G.H. Gelder
· J. Gelderman
· W.J. Gertenbach
· E.A. Giran
· O. Giran
· C.H. de Groot
· P.G.S. Guermonprez
· A. Hahn
· W. van Hall
· J.C.H.F. van Hanxleden Houwert
· Th.W.L. baron van Heemstra
· J.J. Hendrikx
· J.L. Hesselberg
· W.J. Heukels
· I. van der Horst
· J. ter Horst
· H.P. Hos
· J.F.H.M. baron van Hövell van Wezeveld en Westerflier
· B. IJzerdraat
· L. Jansen
· A. Kalter
· G.W. Kastein
· A. Keuter
· T.J. Kroeze
· D.M.R.H. Kroon
· H.Th. Kuipers-Rietberg
· A. Meerwaldt
· J.A.A. Mekel
· J.D. van Melle
· D.C.B. Mesritz
· M.-L.C. Meunier
· J.J. Mohr
· J.L. Moonen
· A.C. Nagtegaal
· F. Nieuwenhuijsen
· B. Oosthoek
· J. Oranje
· T. Pannekoek
· J. Post
· A.J. Rozeman
· V.H. Rutgers
· F.R. Ruys
· W. Santema
· J.J. Schaft
· Jhr. J. Schimmelpenninck
· R.L.A. Schoemaker
· G. Schoonman
· W.P. Speelman
· M. van der Stoep
· B.M. Telders
· A.O.H. Tellegen
· O.R. Thomsen
· G. Tieman
· T.W. de Tourton Bruijns
· L.M. Valstar
· G.J. van der Veen
· D. Verloop
· M.A.E. Verspyck
· P.M.R. Versteegh
· C. Vlot
· G. Weidner
· J.H. Westerveld
· H.B. Wiardi Beckman
· J.W. Wildschut
· J.R.E. Wüthrich
· L. Zwanenburg
· Onbekende Joodse soldaat